# Ricky Valance
Ricky Valance, geboren als David Spencer (Ynysddu in Monmouthshire, 10 april 1936 - Valencia, 12 juni 2020) was een Britse popzanger uit Wales.

## Carrière
Valance is vooral bekend door de hit Tell Laura I Love Her uit 1960, een voor de Britse markt gemaakte coverversie van een Amerikaanse hitsingle van Ray Peterson. 
In de jaren 1950 en de vroege jaren 1960 was er een reeks succesvolle songs, die de dood als thema hadden. Omdat de BBC uit ethische redenen weigerde zulke liederen op de radio te spelen, drongen Amerikaanse hits als Leader of the Pack van The Shangri-Las en Teen Angel van Mark Dinning nauwelijks door in het Verenigd Koninkrijk. Andere werden daar helemaal niet uitgebracht. Ook Ray Peterson met zijn song Tell Laura I Love Her, in 1960 een tophit in de Verenigde Staten, kreeg in Engeland geen voet aan de grond. Het lied gaat over een verongelukte autocoureur, wiens laatste woorden zijn Tell Laura I love her... my love for her will never die. Het nummer werd geschreven door de componisten en tekstschrijvers Jeff Barry (zijn eerste grote hit) en Ben Raleigh.
Platenlabel Decca vond Tell Laura I Love Her smakeloos en vulgair, besloot Ray Petersons versie niet in het Verenigd Koninkrijk uit te brengen en vernietigde 25.000 al geperste platen. Daarop besloot EMI te riskeren wat Decca niet aandurfde. Voor de Britse versie, geproduceerd door Norrie Paramor en gearrangeerd door Frank Barber, werd de zanger David Spencer uit Wales gekozen, die voorheen vooral in kleinere clubs had gezongen. Als 'provocatie' kreeg hij de artiestennaam Ricky Valance om te herinneren aan Richie Valens, die anderhalf jaar eerder bij een vliegtuigongeluk was omgekomen, samen met Buddy Holly en The Big Bopper. Zelf deed hij dat verhaal af als onzin: hij zei dat de naam 'Ricky' hem simpelweg beviel en dat hij 'Valance' ontleend had aan een paard dat hij bij een wedstrijd had gezien.  
De single werd direct door de BBC geboycot, maar door de Engelstalige programma's van Radio Luxembourg werd het nummer zo populair, dat het in september 1960 de toppositie innam in het Verenigd Koninkrijk, met een miljoen verkochte platen. Toen Tell Laura I Love Her na zestien weken uit de hitparade verdween, was het succes van Spencer-Valance in zijn geboorteland alweer ten einde. Hij probeerde met Why Can't We? te kunnen deelnemen aan het Eurovisiesongfestival 1961, maar hij werd slechts derde in de voorronden. Met Movin' Away en Jimmy's Girl had hij nog twee grote hits in Scandinavië, Australië en Zuid-Afrika, maar noch daarmee, noch met een van zijn verdere singles lukte het nog eenmaal in de Britse hitlijsten te komen.
Daarom keerde hij terug naar het clubcircuit waar zijn carrière was begonnen. Hij woonde afwisselend in het Spaanse Torrevieja, waar hij nog vaak optrad, en in Blaenau Gwent in Wales. 

## Overlijden
Ricky Valance overleed in juni 2020 op 84-jarige leeftijd in Valencia.

## Singles
- Tell Laura I Love Her / Once Upon a Time (1960)
- Movin' Away / Lipstick on Your Lips (1960)
- Jimmy's Girl / Only the Young (1961)
- Why Can't We? / Fisherboy (1961)
- Bobby / I Want to Fall in Love (1961)
- I Never Had a Chance / It's Not True (1961)
- Try to Forget Her / At Times Like These (1962)
- Don't Play No. 9 / Till the Final Curtain Falls (1962)
- Six Boys / A Face in the Crowd (1965)
- Abigail / My Summer Love - onder de naam Jason Merryweather (1969)
- Hello Mary Lou / Walking in the Sunshine (1978)
- Daddy's Little Girl / Ticket to Dream (1988)
- Welcome Home / Tell Laura I Love Her - 55th Anniversary Edition (2016)

- Gemeinsame Normdatei: 135303532
- International Standard Name Identifier: 0000 0000 5719 4601
- Library of Congress Control Number: no2006010652
- MusicBrainz: bfa837a6-4373-4024-b608-c2c8944fc6ae
- Virtual International Authority File: 80095473
- WorldCat: E39PBJbRkVwvHRDPQBbC3ypHG3